# The Maine
The Maine és un grup de rock alternatiu amb orígens a Tempe, Arizona, EUA formada el 2007. El nom de la banda prové d'una de les seves cançons "The Coast of Maine", d'aquí ve el nom "The Maine".

## Història
Format a Phoenix, Arizona el 2007, mentre que la majoria dels membres de la banda estaven encara a l'escola secundària, van col·locar The Maine a "'90s radio" com un grup de rock amb influències de so pop-punk, al costat del cantant John O'Callaghan, els guitarristes Kennedy Brock i Mònaco Jared, el baixista Nickelsen Garrett, i el bateria Pat Kirch. O'Callaghan va ser convidat a unir-se al grup després de Kirch germà li va sentir cantar alhora en una festa. La banda rep el seu nom d'un de les seves majors influències, Marfil. La banda té una cançó anomenada "The Coast of Maine", d'aquí el nom "The Maine".
Després de reunir una enorme quantitat de seguidors a través de Myspace i Purevolume, The Maine va concretar el seu primer concert davant de més de 600 Seguidors, adquirits únicament a través del boca a boca i Myspace. Les actuacions en directe van cridar l'atenció de Fearless Records. El 8 de maig de 2007, la banda va llançar un Ep digital anomenat "Stay Up, Get Down". Entre les cançons de l'Ep "Count 'Em One, Two, Three" que més tard va ser regravada per a seu primer àlbum de llarga durada  ' Can't Stop, Won't Stop " i " Daisy ".
The Maine va firmar amb Fearless Records i van llançar un Ep de cinc cançons, The Way We Talk (2007). Després de tocar Vans Warped Tour 2008, la banda va llançar el seu àlbum debut Can't Stop Won't Stop, que va ser produït per Matt Squire.
Van llançar un Ep en vacances el desembre de 2008 titulat ...And A Happy New Year, inclou una versió de Wham! titulada "Last Christmas" i tres cançons originals. The Maine va llançar una versió de luxe del seu àlbum debut, " Can't Stop, Won't Stop ", juntament amb un documental digital anomenat " IN Person " el juliol de 2009.
The Maine ha publicat seu primer single, " Inside Of You", del seu àlbum que va ser llançat el juliol de 2010 Black & White. Ja està disponible a iTunes com un single. També es va llançar el disc "Growing Up" el 18 de maig del mateix any.

## Carrera
- The Maine està representat per Tim Kirch a través de la seva empresa Eighty One Twenty Three Management. Altres artistes musicals a la llista d'Eighty One Twenty Three inclouen: This Century, Brighten, Austin Gibbs i Colby Wedgeworth

- El desembre de 2009, The Maine va llançar This Is Real Life, el seu primer llibre publicat. Es tracta de les memòries escrites de la banda, així com la fotografia exclusiva de Dirk Mai.

- El desembre / gener la Clixé Magazine's desembre / gener apareix The Maine com el seu tema de portada. El text parteix de l'entrevista de la banda per l'editor a cap Jeremy tardor i fotos exclusives preses del seu llibre de Dirk Mai.

- La cançó de The Maine "Into Your Arms" s'ofereix a la Iphone app - Tap Tap Revenge 3.

- Mòbils adquirits de T-mobile venen prèviament configurats amb el vídeo musical de The Maine "Into Your Arms" inclòs.

- The Maine és nominat a un premi Libby pel seu vídeo "Animal Testing Breaking Hearts".

- The Maine apareix a la Vanity Fair. 2010

- The Maine llança el seu segon àlbum de llarga durada titulat "Black and White" el juliol de 2010.

- The Maine va llançar seu senzill promocional de l'àlbum Black and White titulat "Inside Of You". Ara està disponible a itunes.

- Es donarà a conèixer el segon single el 18 de maig a itunes titulat "Growing Up" del pròxim àlbum de Black and White

## Membres de la banda
- John Cornelius O'callaghan - [vocalista] [] (2007-Present)

- Kennedy Brock (john Franklin Trotter) - guitarra rítmica, (2007-Present)

- Jared James Monaco - guitarra solista (2007-Present)

- Daniel Garrett Nickelsen - sota (2007-Present)

- Patrick Kirch - bateria (2007-Present)

### Antics membres
- Ryan Osterman - guitarra (2007)

- Alex Ross - guitarra (2007)

## Discografia

### Àlbums de l'estudi
- Can't Stop, Won't Stop (Fearless Records, 08 de juliol 2008)

- Can't Stop, Won't Stop (Deluxe Edition) (Warner Bros. Records, 2009)

- Black And White (Action Theory Records 13 de Juliol, 2010)
- Pioneer (2011)
- Forever Halloween (2013)
- American Candy (2015)
- Lovely Little Lonely (2017)
- You Are OK (2019)

### EPs
- Stay Up, Get Down, Ep (08 de maig 2007)

- The Way We Talk Ep (fearless Records11 de Desembre, 2007)

- ...and A Happy New Year Ep (Fearless Records, 9 de Desembre, 2008)

- This Is Real Life EP (2009)
- Daytrotter Session (2010)
- In Darkness & in Light (2010)
- Good Love – The Pioneer B-Sides (2012)
- Imaginary Numbers (2013)
- Covers (2016)
- ... And To All A Good Night (2017)

## Recopilacions
- Punk Goes Crunk: Cover de " I Wanna Love You" (Akon)

- Vans Warped Tour -2008 Tour Compilation : "The Town's Been Talking"

- Vans Warped Tour -2008 Tour Compilation : "Girls Dg. What They Want" i Videoclip

- Punk Goes Classic Rock: Cover de Pour Some Sugar On Me" (Def Leppard cover)